# Stålbyggnadspriset
Stålbyggnadspriset är ett svenskt byggnadspris, som utdelas vartannat år sedan 2003 av Stålbyggnadsinstitutet för ett innovativt och arkitektoniskt tilltalande sätt att utnyttja stål i en byggnadskonstruktion.

## Pristagare
- 2003 – Sicklauddsbron (Apatébron) över Sickla kanal, Hammarby sjöstad i Stockholm, ritad av Erik Andersson, Jelena Mijanovic och Magnus Ståhl på Magnus Ståhl Arkitektbyrå, konstruerad av Scandiaconsult[1]
- 2005 – Mjärdevi center, Linköping, ritat av Lund & Valentin Arkitekter, konstruerat av PPTH Engineering Oy och CSE projekt AB[2]
- 2007 – Svävande taket, Vällingby Centrum i Stockholm, ritat av KHR Runduist arkitekter, konstruerat av WSP[3]
- 2009 – Swedbank Stadion, Malmö, ritad av Fojab Arkitekter och Berg Arkitektkontor, konstruerad av Sweco Structures och Ruukki Construction[4]
- 2011 – Skivfilterbyggnaden vid Ryaverket, Göteborg, ritad av KUB arkitekter, konstruerad av Ramböll[5]
- 2013 – Tullhusbron, Norrköping, ritad av Erik Andersson Arkitektbyrå, konstruerad av Ramböll[6][6]
- 2015 – Aula Medica, Solna, ritat av Wingårdh arkitektkontor, konstruerat av Cowi[7]
- 2017 – Solar Egg, Kiruna, ritat av Studio Bigert & Bergström, konstruerat av Lars Hässler (Komposit & Mekanik)[8]
- 2019 – Nationalmuseums ombyggnad, Stockholm[9]
- 2021 – Sofias bro, Sofiero, Helsingborg,[10] ritad av Dissing+Weitling för Helsingborg Stad, konstruerad av Schlaich Bergermann Partner[11]
- 2023 – Varvsbron, Helsingborg,  ritad av Stephen James för Ramboll, konstruerad av  Leonhardt Andrä & Partner[12]

## Bildgalleri

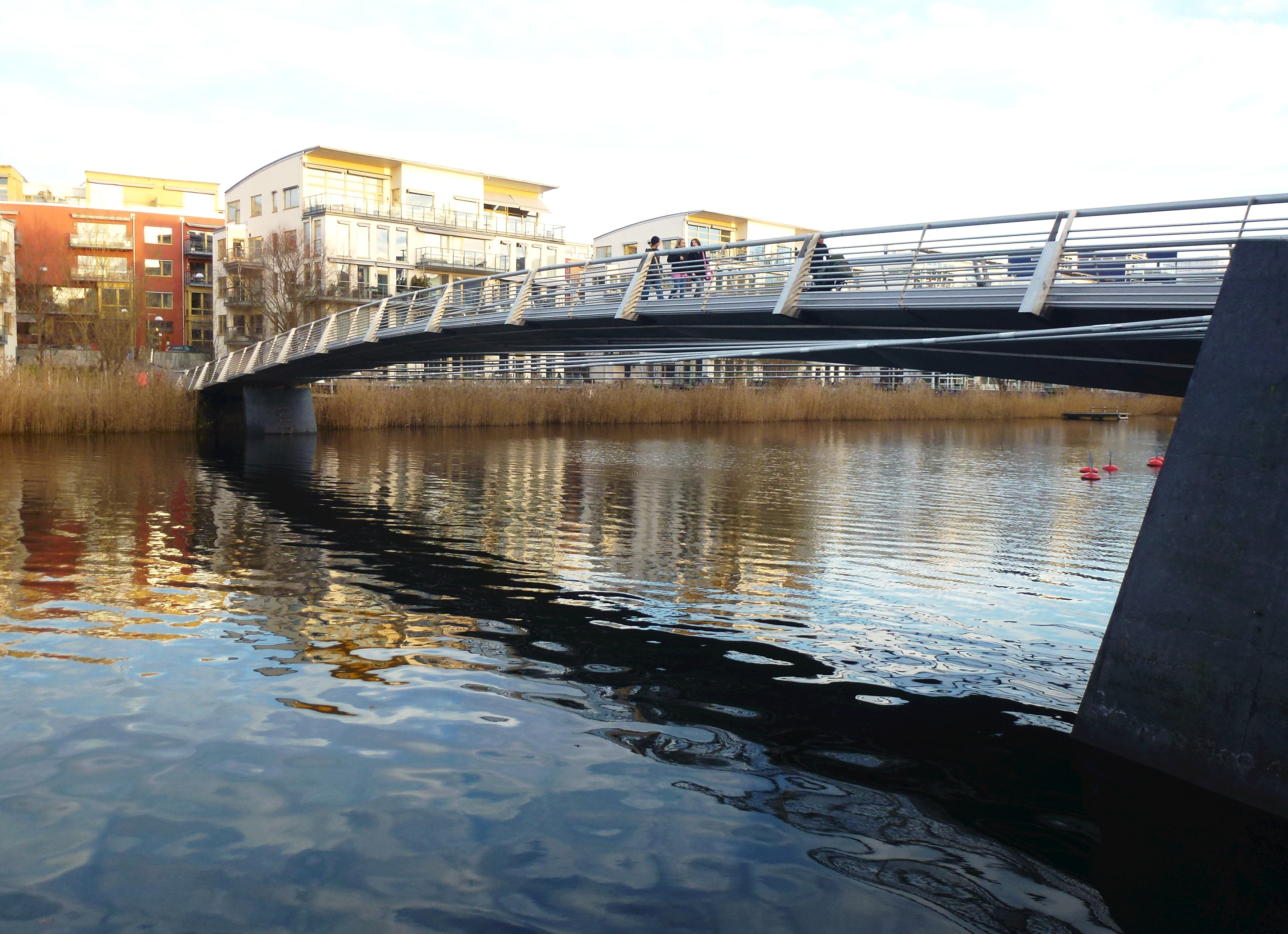
Sicklauddsbron, 2003
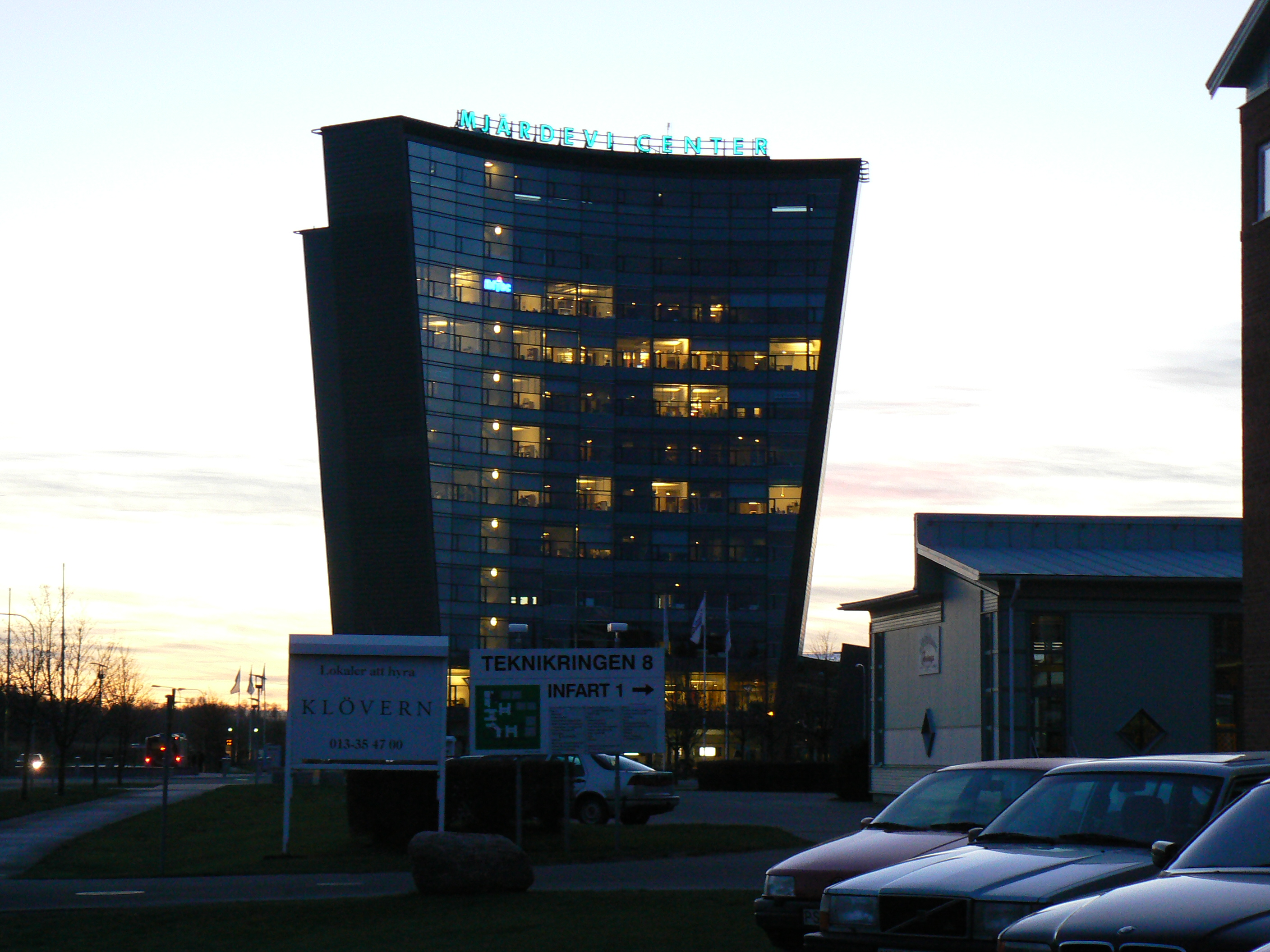
Mjärdevi center, 2005
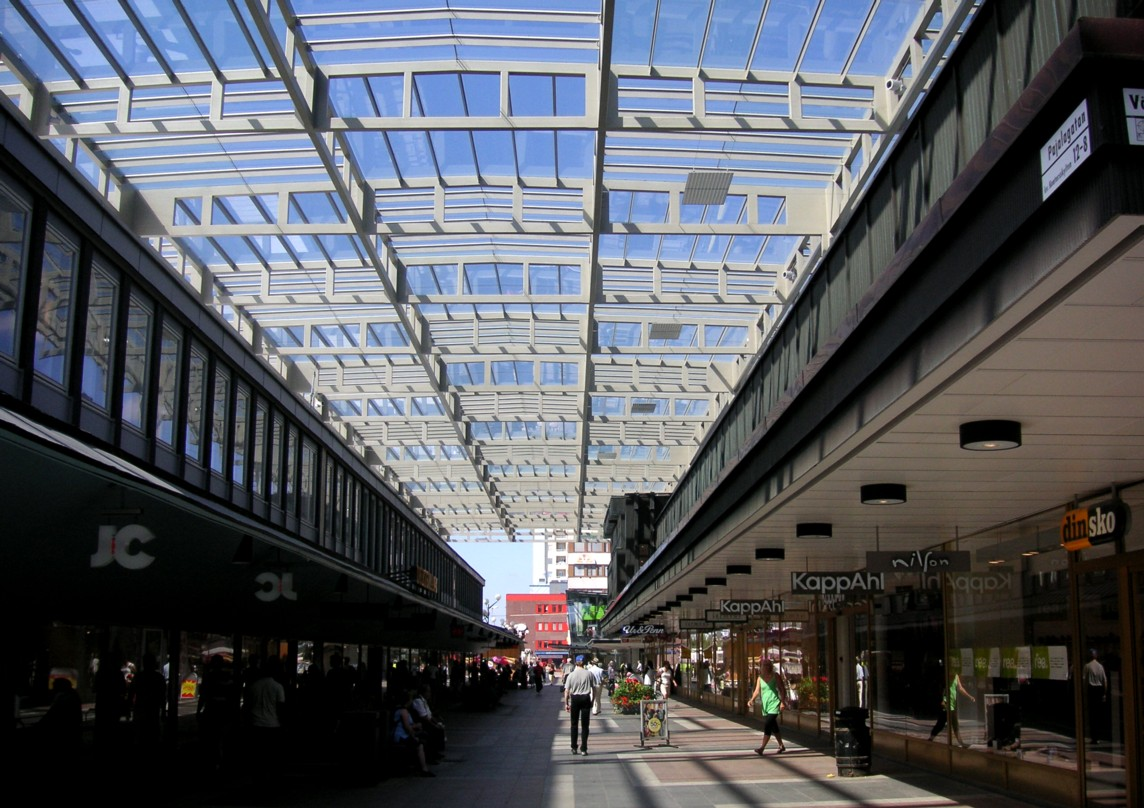
Svävande taket i Vällingby centrum, pristagare 2007
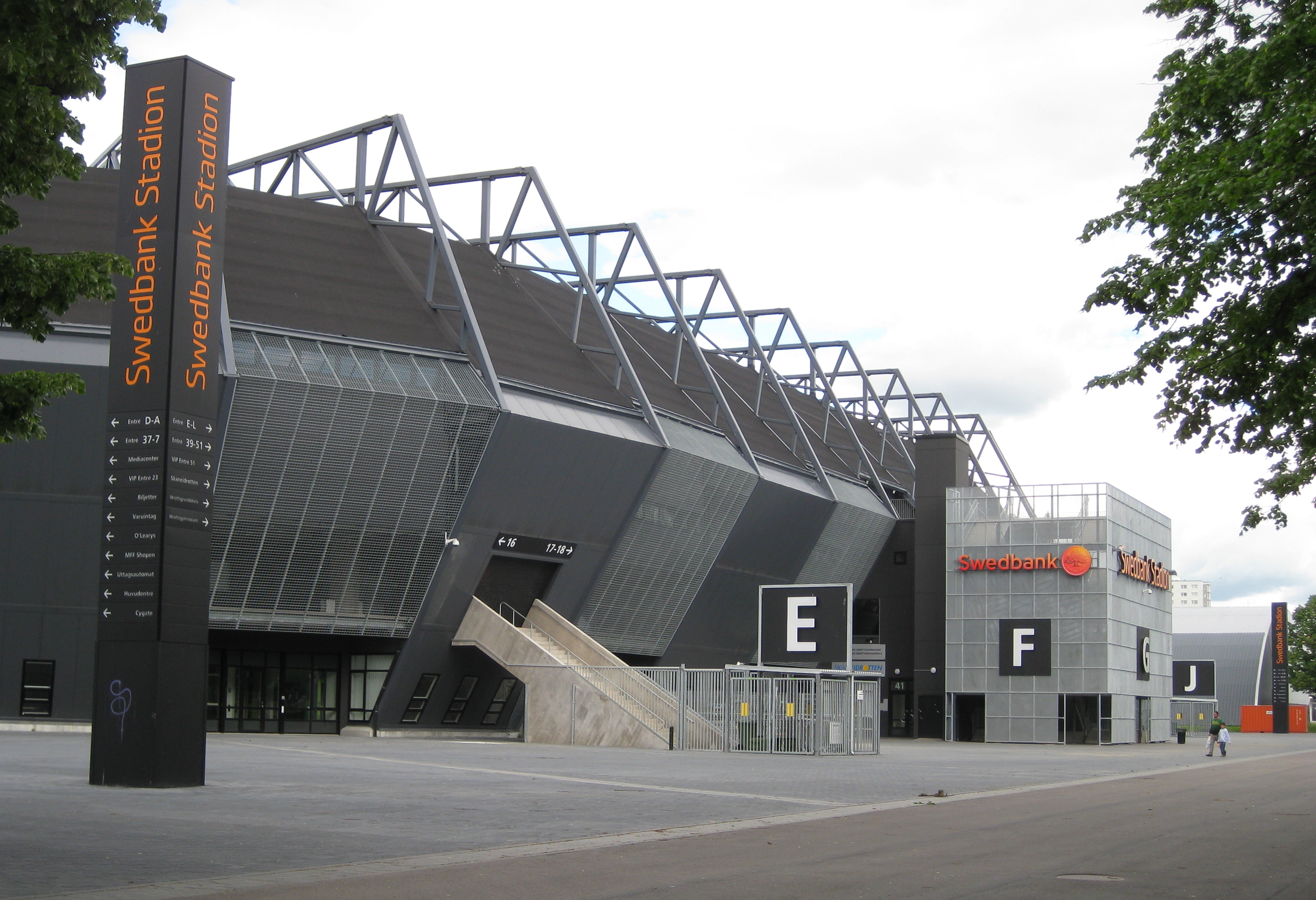
Swedbank Stadion, 2009
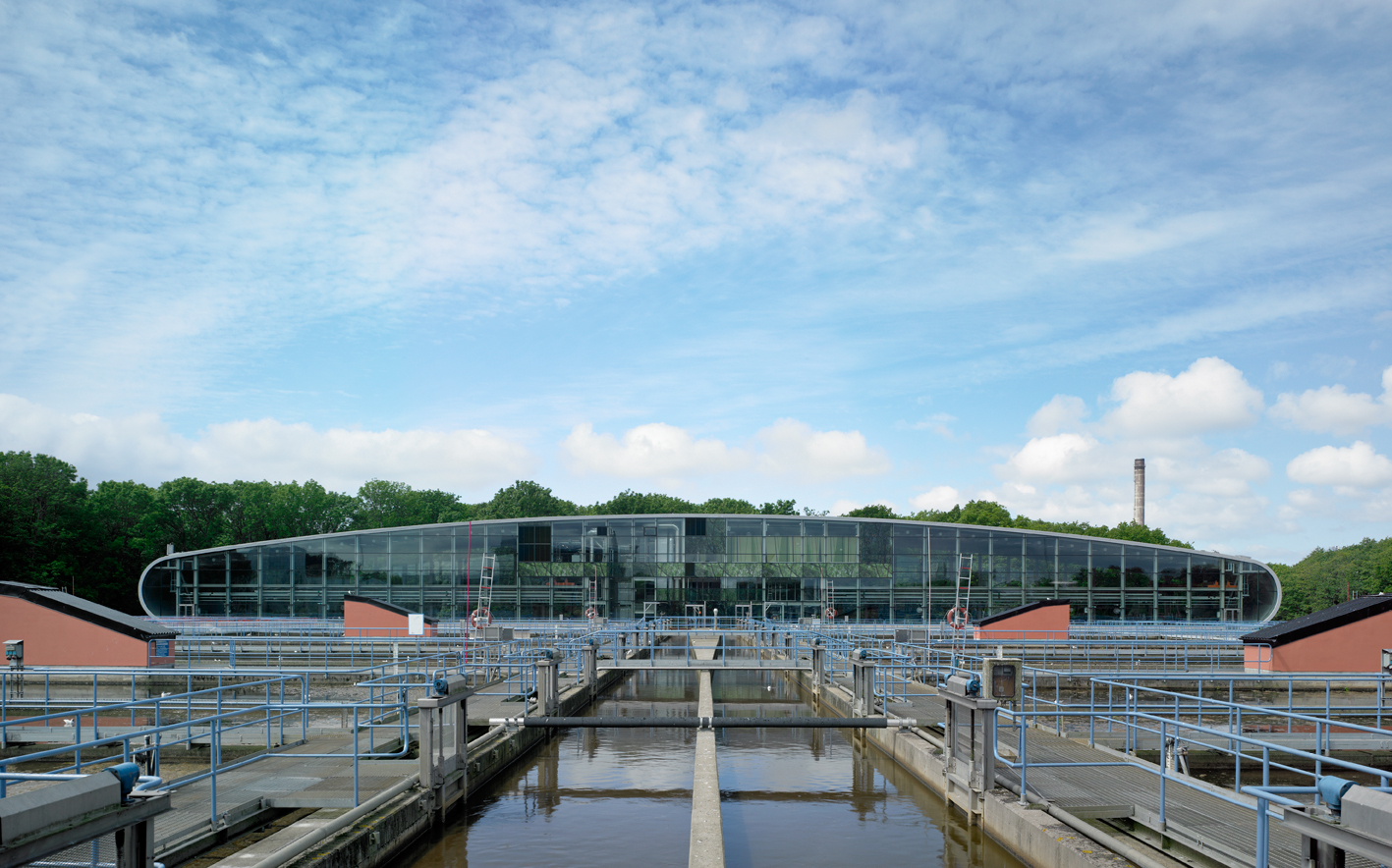
Skivfilterhuset, Ryaverket, 2011
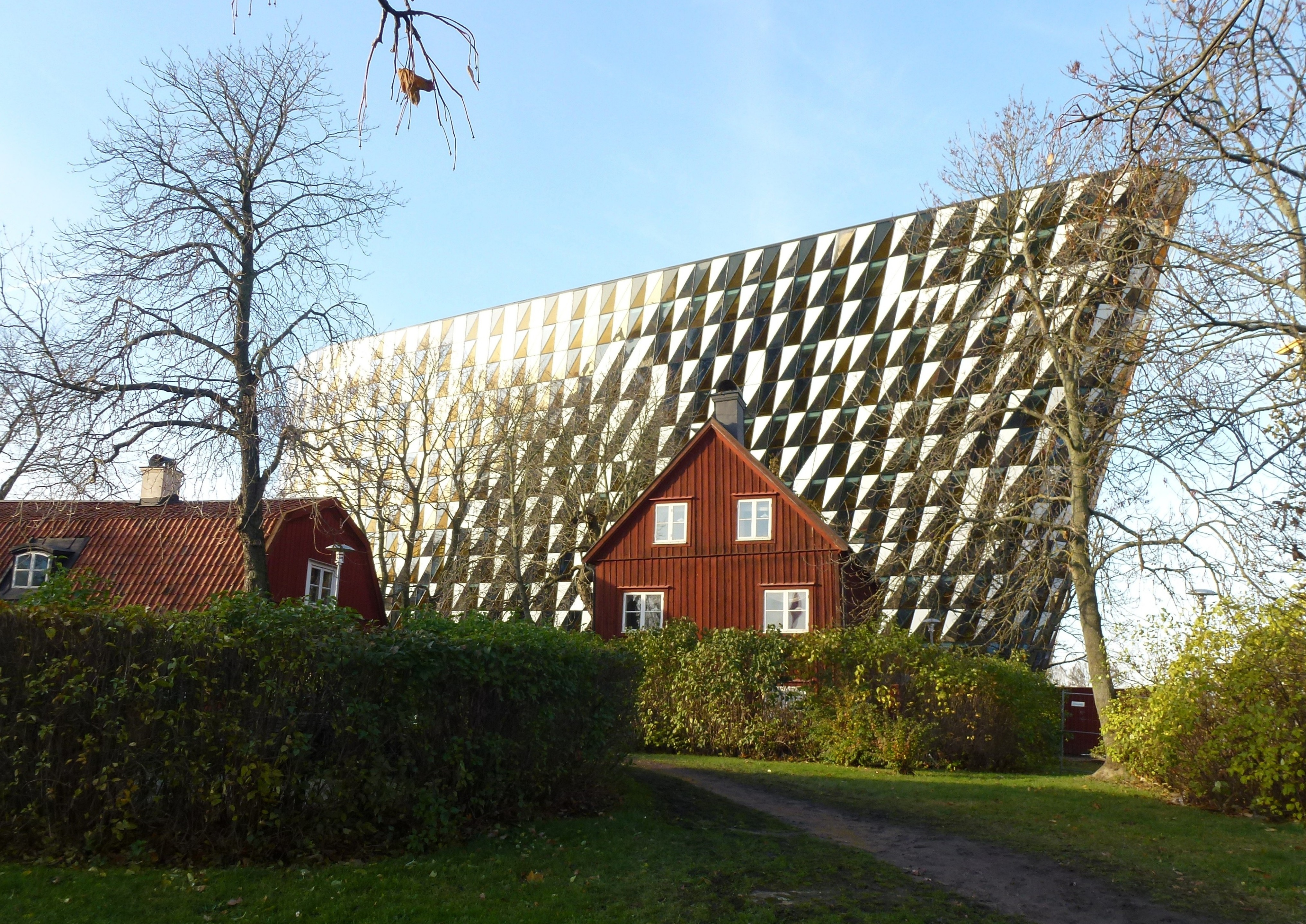
Aula Medica, 2015
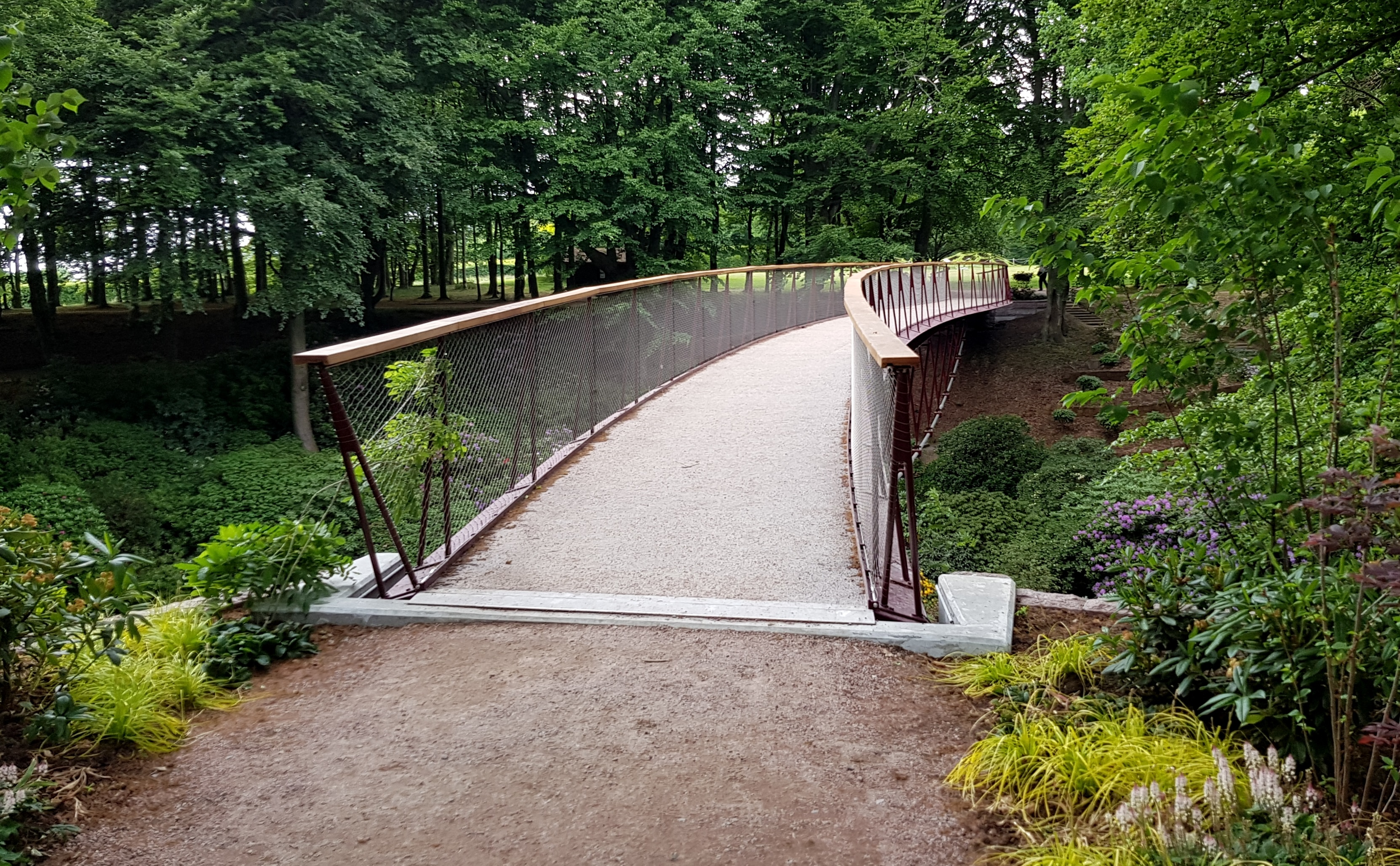
Sofias bro, 2021